# Kalkstenstjärn (naturreservat)
Kalkstenstjärn är ett naturreservat i Skellefteå kommun i Västerbottens län.
Området är naturskyddat sedan 1976 och är 6 hektar stort. Reservatet ligger öster om Kalkstenstjärnen och består främst av barrskog och igenväxande odlingsmark. I nordväst finns en liten våtmark med en nedlagd torvtäkt.